# Зосим Созополски
Свети Зосим Созополски е православен светец-мъченик.